# Aluminiumchloride
Aluminiumchloride is een verbinding van aluminium en chloor met chemische formule AlCl3. Het vochtvrije materiaal heeft een zeer interessante structuur. Hoewel het een halogenide van een hoogst elektropositief metaal is, is het hoofdzakelijk covalent. Dit wordt gezien in het feit dat het een laag smeltpunt en kookpunt heeft en het slecht elektriciteit in de vloeibare toestand geleidt, in tegenstelling tot ionische halogeniden zoals natriumchloride. Het bestaat in vaste toestand als zes-gecoördineerd laagrooster. In de dampfase vormt het een dimeer: Al2Cl6.

## Naamgeving
Strikt genomen zou deze verbinding de naam aluminium(III)chloride moeten hebben, Aluminium(I)chloride bestaat ook. Deze stof is echter alleen stabiel bij temperaturen van meer dan 900 °C. In de normale laboratoriumpraktijk komt deze verbinding dus niet echt voor.

## Synthese
Watervrij aluminiumchloride wordt bereid door aluminium te verhitten in een droge chloor- of waterstofchlorideatmosfeer. Het hydraat kan in het laboratorium eenvoudig worden gemaakt door aluminium op te lossen in een oplossing van waterstofchloride. Het anhydraat kan niet simpel gemaakt worden door het hydraat te verhitten, hierbij gaat het namelijk onmiddellijk over in de gasfase waarbij het direct met water in de lucht reageert tot aluminiumhydroxide en waterstofchloride.

## Toepassingen
Aluminiumchloride is waarschijnlijk het meest gebruikte lewiszuur en ook een van de krachtigste. Het vindt wijdverspreid toepassing in de organische chemie als katalysator voor acylering- en alkyleringsreacties, waarvan de bekendste de Friedel-Craftsacylering en -alkylering zijn. Het heeft ook toepassingen in polymerisatie- en isomerisatiereacties van koolwaterstoffen.

## Toxicologie en veiligheid
Watervrij aluminiumchloride kan bij contact met water exploderen wegens de grote hoeveelheid energie die tijdens de hydratatie vrijkomt. Het hydrolyseert gedeeltelijk met water. Oplossingen van aluminiumchloride in water worden ondanks het covalente karakter van de verbinding volledig geïoniseerd, waarbij zoutzuur vrijkomt.